# Inchagoill
Inchagoill (irisch Inis an Ghaill [Chráibhthigh] – deutsch Insel des [frommen] Ausländers) ist eine 44,3 ha große Insel im Lough Corrib im County Galway in Irland. Seine christlichen Ruinen bilden ein irisches Nationaldenkmal. Burr Island (1,63 ha) liegt unmittelbar nördlich und das etwa 6,0 ha große Inishannagh nordöstlich.
Die St. Patrick’s Church, auch Templepatrick (Teampall Phádraig) genannt, wird traditionell dem Heiligen Patrick und seinem Neffen Lugnad zugeschrieben. Es ist wahrscheinlicher, dass sie aus dem 6. oder 7. Jahrhundert n. Chr. stammt.

## Lugnad’s Stein
Lugnad’s Stein (CIIC 1) aus silurischem Sandstein in Ruderform ist etwa einen Meter hoch und trägt die Oghaminschrift: ᚛ᚂᚔᚓ ᚂᚒᚌᚅᚐᚓᚇᚑᚅ ᚋᚐᚉᚉᚔ ᚋᚓᚅᚒᚓᚆ᚜ Lie Lugnaedon Macci menueh (dt. "Stein von Lugnad, Sohn von Menueh"), letztere ist Patricks Schwester. Überlieferungen besagen, dass Luguaedon Brite war – der Name der Insel bedeutet „die Insel des Fremden“. In der lokalen Folklore soll er auch der Neffe St. Patrick gewesen sein. Die Säule aus dem 6. Jahrhundert besteht aus den Resten eines Oghamsteins und wurde mit drei eingeritzten Kreuzen christianisiert, nachdem sie von ihrer heidnischen Inschrift befreit wurde.
Ein 72 m langer markierter Pfad verbindet Templepatrick und Templenaneeve (Teampall na Naomh "Kirche der Heiligen"). Templenaneeve ist eine romanische Kirche mit verziertem Torbogen aus dem 12. Jahrhundert. Die geformten Köpfe ähneln denen der St.-Brendan-Kathedrale von Annaghdown. Eine geschnittene Platte stammt aus dem 8. Jahrhundert und es gibt drei Bullauns. Der Chor ist halbkreisförmig und nicht verziert. Auf dem Friedhof ist nach den Annalen der vier Meister Muirgheas Ó Nioc (Muirgius ua Nioc; gestorben 1128), Coarb von Tuam begraben (oft fälschlicherweise als Erzbischof von Tuam bezeichnet, aber dieser Titel existierte erst ab 1152.) Andere Familien in der Region: Butlers, Conways, Kinnaveys, Lyddans, Murphys und Sullivans benutzten ebenfalls den Inselfriedhof.
In der Nähe liegen ein heiliger Brunnen (Tobernaneeve, Tobar na Naomh), zwei kreuzweise eingeschnittene Säulen und fünf Kreuzplatten.
Jährliche wird eine Messe wird auf der Insel gefeiert und lokale Unternehmen bieten Ausflugsfahrten auf die Insel an.
Coillte, ein staatliches Unternehmen hat die Insel extensiv aufgeforstet.

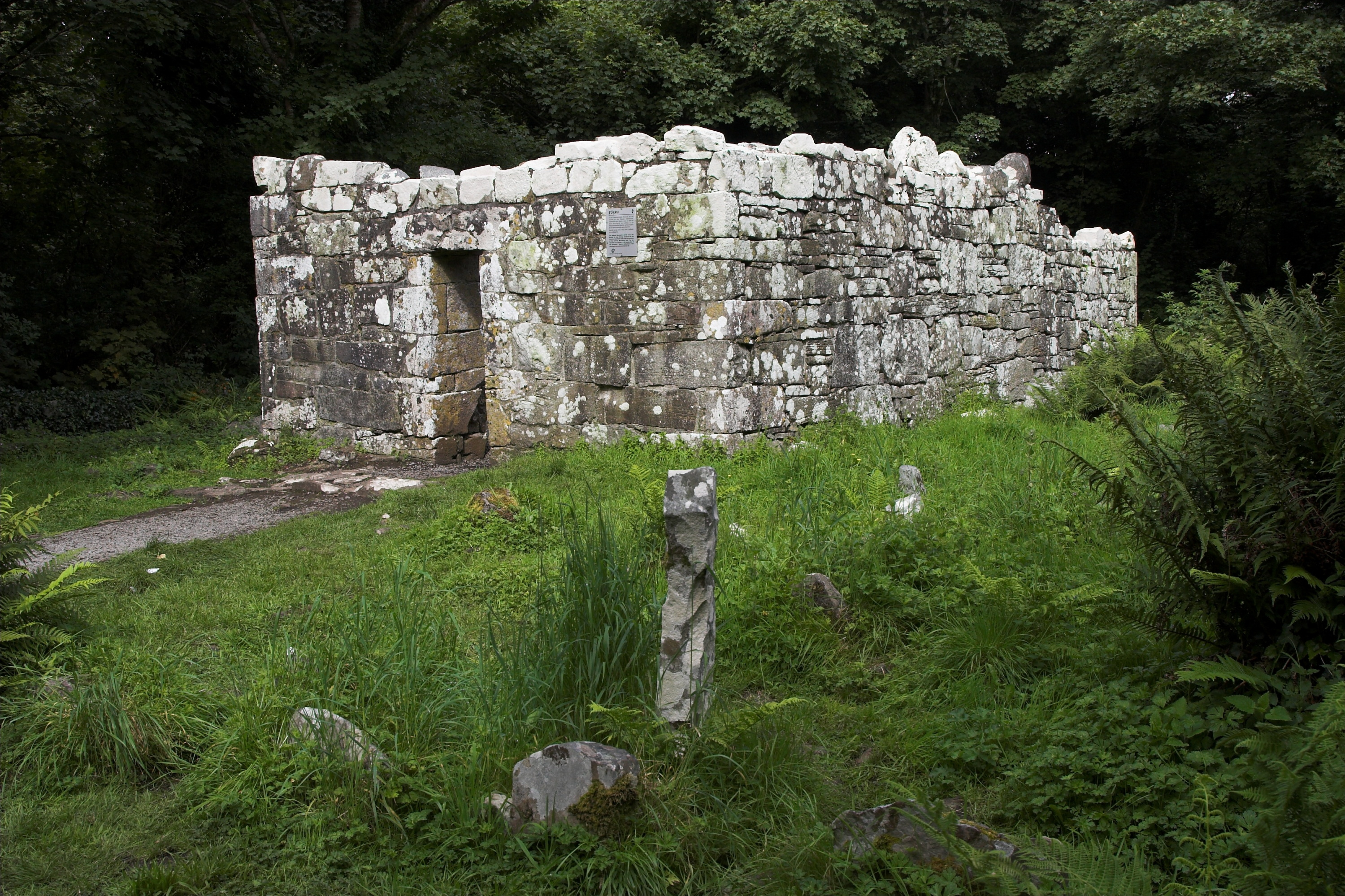
Friedhof und Templepatrick
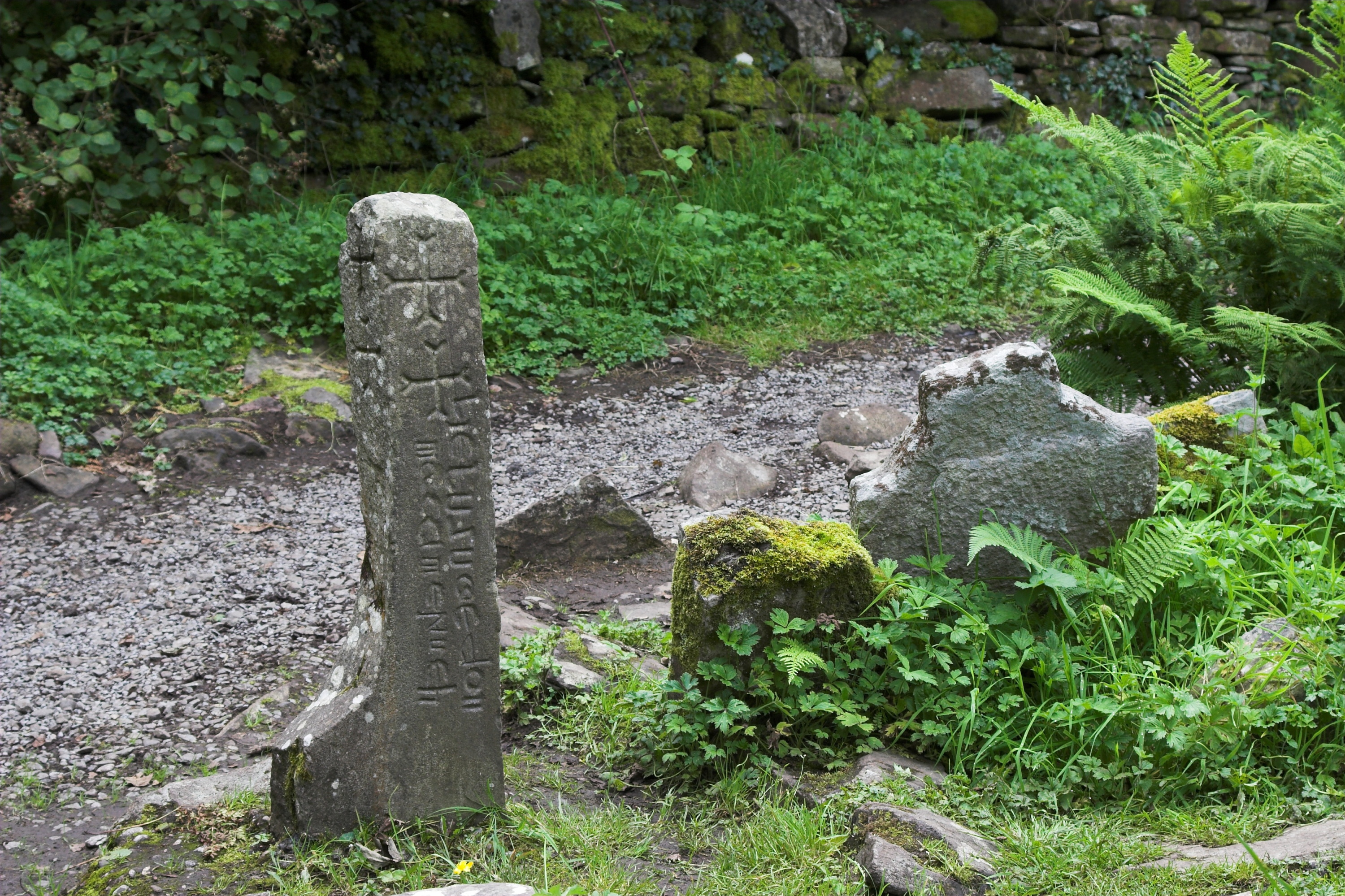
Lugnad’s Stone
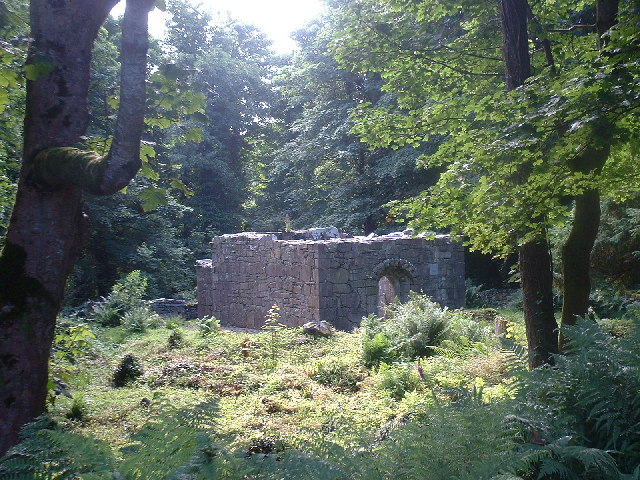
Templenaneeve
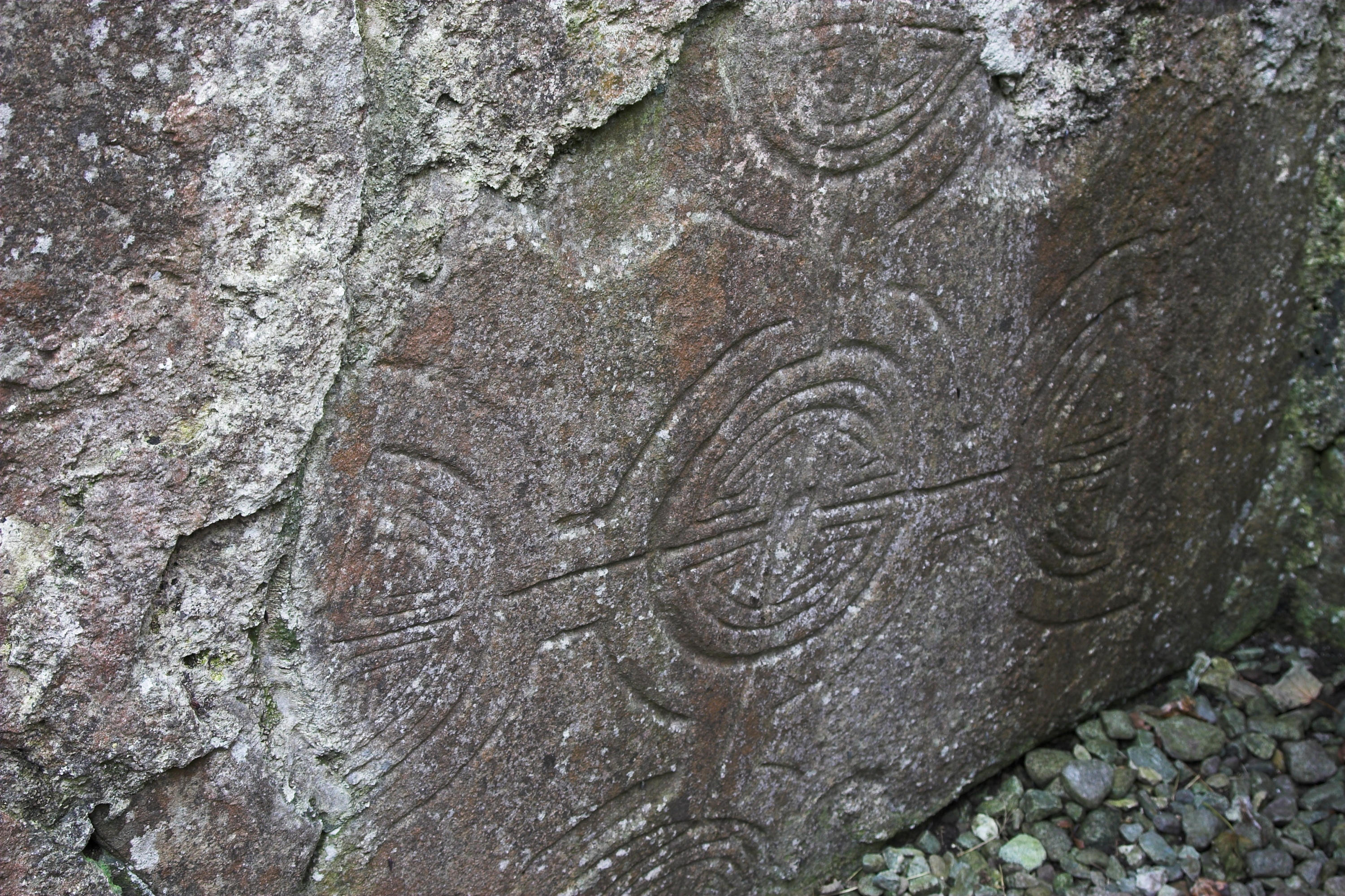
In Steinplatte graviertes keltisches Kreuz